# Indukciós lámpa
A kisüléses fényforrások leginkább igénybe vett és az élettartamot elsősorban meghatározó alkatrészei az elektródok, kézenfekvő, hogy a kutatók érdeklődését felkeltette az elektród nélküli kisülőlámpák konstruálásának lehetősége. A kisülőcsőbe épített elektródok nélkül a kisülés beindítása és fenntartása induktív, kapacitív úton, vagy mikrohullámok segítségével lehetséges.
1991-ben a Philips-cég fennállásának 100. évfordulójára induktív úton működő, elektródok nélküli lámpákkal jelent meg a fényforrás-piacon. Lényegében a fénycsőhöz hasonlóan kisnyomású higanygőzkisülés játszódik le benne, azonban nem elektródok által emittált elektronok és higanygőz-atomok ütközésével valósul meg a kisülés, hanem kellően nagy térerősség hatására.

## Felépítése és működése

DML Hungary Kft. által forgalmazott korszerű, energia hatékony ipari indukciós világítások

A lámpatérbe kesztyűujjhoz hasonlóan benyúlik az üveganyag, ebben helyezkedik el egy ferrit-rúd, melynek tekercsében egy nagyfrekvenciás generátor által előállított áram folyik (2,65 MHz). Az áram nagyfrekvenciával változó mágneses tere kellő térerősségű mágneses mezőt indukál. A villamos tér energiája gerjeszti a higanyatomokat. A plazma töltéssel bíró részecskéinek mozgása a ferrit-rúdra tekert "primer" tekercs körül egy transzformátor "szekunder" körének fogható fel.

## DMLS zárt vasmagos indukciós fényforrások
A DML Hungary által forgalmazott indukciós fényforrások korszerű, zárt vasmagos indukciós elven alapulnak. Az élettartam tekintetében ezen fényforrásoknál (DMLS Saturn, DMLS DRAGON) 60.000-100.000 üzemóra a fényforrások feljebb bemutatott működési elve révén, melyből látszik, hogy az indukciós fényforrás belsejében gyakorlatilag semmi olyan alkatrész nincs, ami csökkentené az élettartamot.
| Elérhető teljesítmények (DMLS Saturn) | 40W     | 50W     | 80W     | 100W    | 120W     | 150W     | 200W     | 250W     | 300W     |
| ------------------------------------- | ------- | ------- | ------- | ------- | -------- | -------- | -------- | -------- | -------- |
| áramerősség (amper - A)               | 0,21 A  | 0,25 A  | 0,4 A   | 0,49 A  | 0,59 A   | 0,74 A   | 0,98 A   | 1,22 A   | 1,47 A   |
| fényáram (lumen - lm)                 | 3050 lm | 3650 lm | 6500 lm | 8300 lm | 10000 lm | 12500 lm | 16500 lm | 20500 lm | 25000 lm |
| fényhasznosítás (lm/W)                | 76      | 73      | 81      | 83      | 83       | 83       | 82       | 83       | 83       |

## Genura indukciós lámpa
A GE Lighting által előállított Genura indukciós lámpa a lámpatér és az E27-es fej között beépítve tartalmazza az elektronikus egységet. A fényforrás így az izzólámpához hasonlóan kényelmesen kezelhető, az elektronikus alkatrészek azonban ki vannak téve a hőhatásnak. A lámpa élettartamát itt is az elektronika élettartama határozza meg (max. 15000 óra).
A Genura irányított fényű lámpa, tehát tulajdonságait az irányított fényű (tükrözött burájú) izzólámpákéhoz hasonlítani: A kb. 47 lm/W fényhasznosítása és 15000 óra deklarált élettartama feltétlenül az izzólámpák elé helyezi. A kisnyomású higanykisülésre való tekintettel, buráját fényporral vonják be,- ez határozza meg a színtani tulajdonságait. A Genurát jelenleg 23W teljesítménnyel, 2700 és 3000 K színhőmérséklettel gyártják; színvisszaadási indexe 82.

## Endura indukciós lámpa
A Genurától eltérő az Osram indukciós lámpájának, az Endurának a konstrukciója. A kutatók egy 1970-es szabadalomhoz tértek vissza, amely szerint a lámpabura egy önmagában záródó hurokszerű cső, és ezt ötvözi kívülről - általában két helyen - a torodiális, ferritmagos tekercs.
A lámpa így egy olyan transzformátornak fogható fel, melynek primer tekercse a ferritmagos toroid, szekunder tekercse maga a kisülőcső. A gyártó célja nagyobb teljesítményű lámpa kifejlesztése volt, ez a méretekben is megnyilvánul, pl. a 140 W-os lámpa "hurokhossza" 720 mm; az amper-nagyságrendű áram a kisülés optimális feltételeinek biztosítása miatt nagyobb csőátmérőt kíván, amely ennél a típusnál 54 mm. A viszonylag nagy lámpaáram kisebb nyomású kripton-töltőgázzal valósítható meg (33 Pa).
Az Endura lámpa 250 kHz frekvenciás táplálással működik. Tekintettel arra, hogy a működő elektronika a lámpán kívül van, a várható élettartam igen hosszú (60-100000 órára prognosztizálható). Az Endurát 100,150 és 250 W teljesítménnyel gyártják. Ezek az adatok a felvett összteljesítményt jelentik; a ferritmagos tekercsekre és az előtétre összesen kb. 10 W teljesítményveszteség jut.
Fénytechnikai adatai:
| Fényhasznosítás | Színhőmérséklet | Színvisszaadási index |
| --------------- | --------------- | --------------------- |
| 80-90 lm/W      | 3300 K          | 80                    |